# Афінська школа (Рафаель)
Афінська школа (італ. Scuola di Atene) — фреска пензля Рафаеля в станці делла Сеньятура Ватиканського палацу.

## Історія
1509 року за дорученням папи Юлія II Рафаель розписує станці (парадні зали) Ватиканського палацу. Станца делла Сеньятура була першою з розписаних Рафаелем (1509–1511). Його фрески — це алегоричні зображення людської діяльності: «Афінська школа» — філософія, «Диспут» — богослів'я, «Мудрість, помірність та сила» — правосуддя, «Парнас» — поезія. У своїх чотирьох великих композиціях Рафаель показав чотири основи, на які, на його переконання, має спиратися людське суспільство: розум (філософія, наука), доброта та любов (релігія), краса (мистецтво), справедливість (правосуддя). Зображений на фресці Арістотель тримає в руках свою «Етику» і вказує жестом на етичну організацію світу. Натомість Платон тримає в руках діалог «Тімей», його жест, що вказує угору, має символізувати рух чуттєвого світу до світу ідей.
Фреска «Афінська школа» визнається одним з найкращих творів не тільки Рафаеля, але й ренесансного мистецтва загалом.
Спершу фреска не мала окремої назви, а назва «Афінська школа» вперше була використана Джованні П'єтро Беллоні в 1695 році.
Картон фрески зберігається в Амброзіанській бібліотеці у Мілані.

## Список персонажів[2]

1. Зенон із Кітіона або Зенон Елейський
2. Епікур
3. Фредеріко II, герцог Мантуї
4. Боецій або Анаксімандр або Емпедокл
5. Аверроес
6. Піфагор
7. Алківіад або Александр Македонський
8. Антисфен або Ксенофонт
9. Гіпатія (кохана Рафаеля, Маргеріта)
10. Есхін
11. Парменід
12. Сократ
13. Геракліт (Мікеланджело Буонарроті)
14. Платон (Леонардо да Вінчі)
15. Аристотель (тримає Нікомахову етику)
16. Діоген Сінопський
17. Плотін
18. Евклід або Архімед з учнями
19. Страбон або Заратуштра
20. Клавдій Птолемей
21. Протоген
22. (R) Апеллес (Рафаель)

## Фрагменти

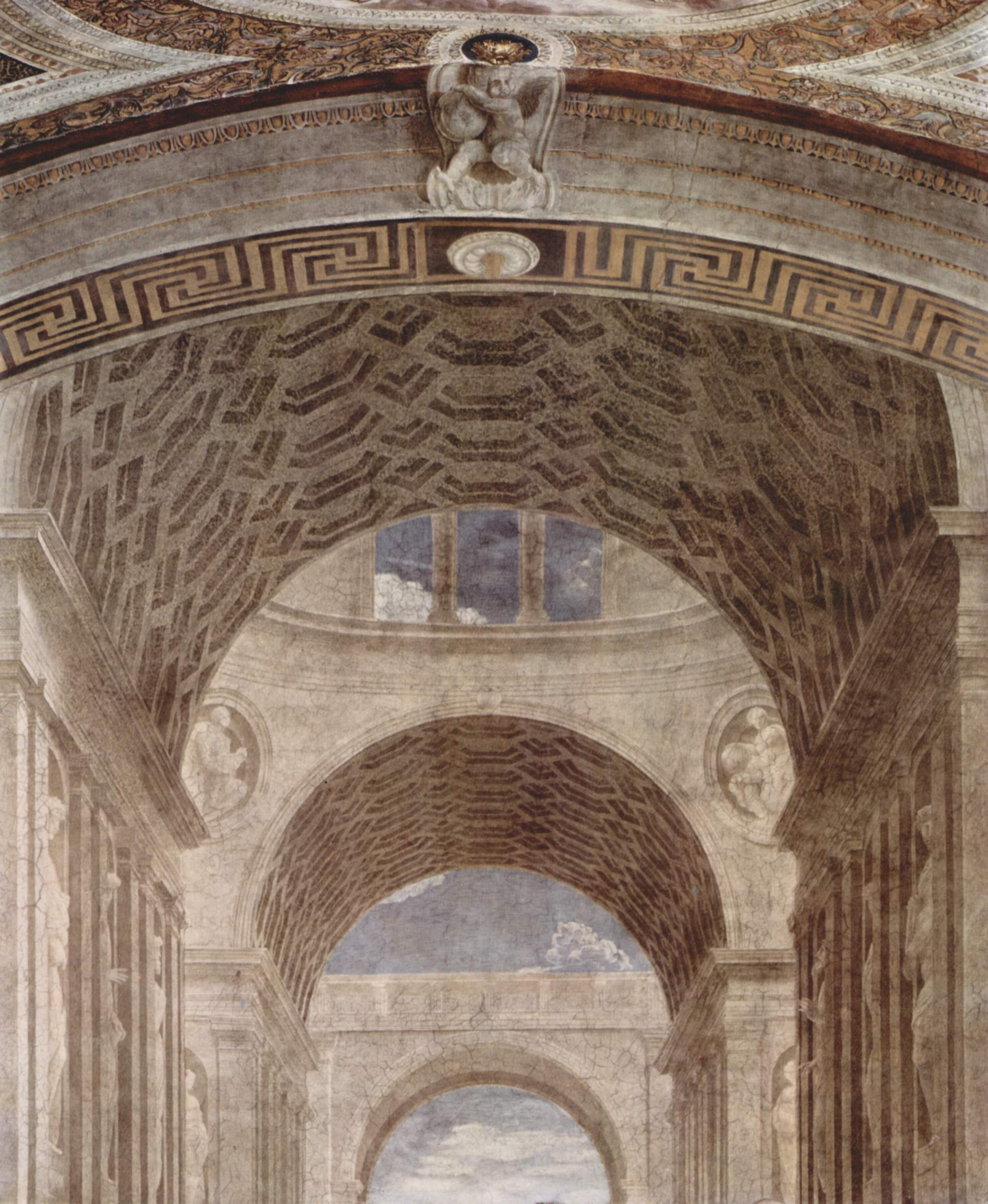
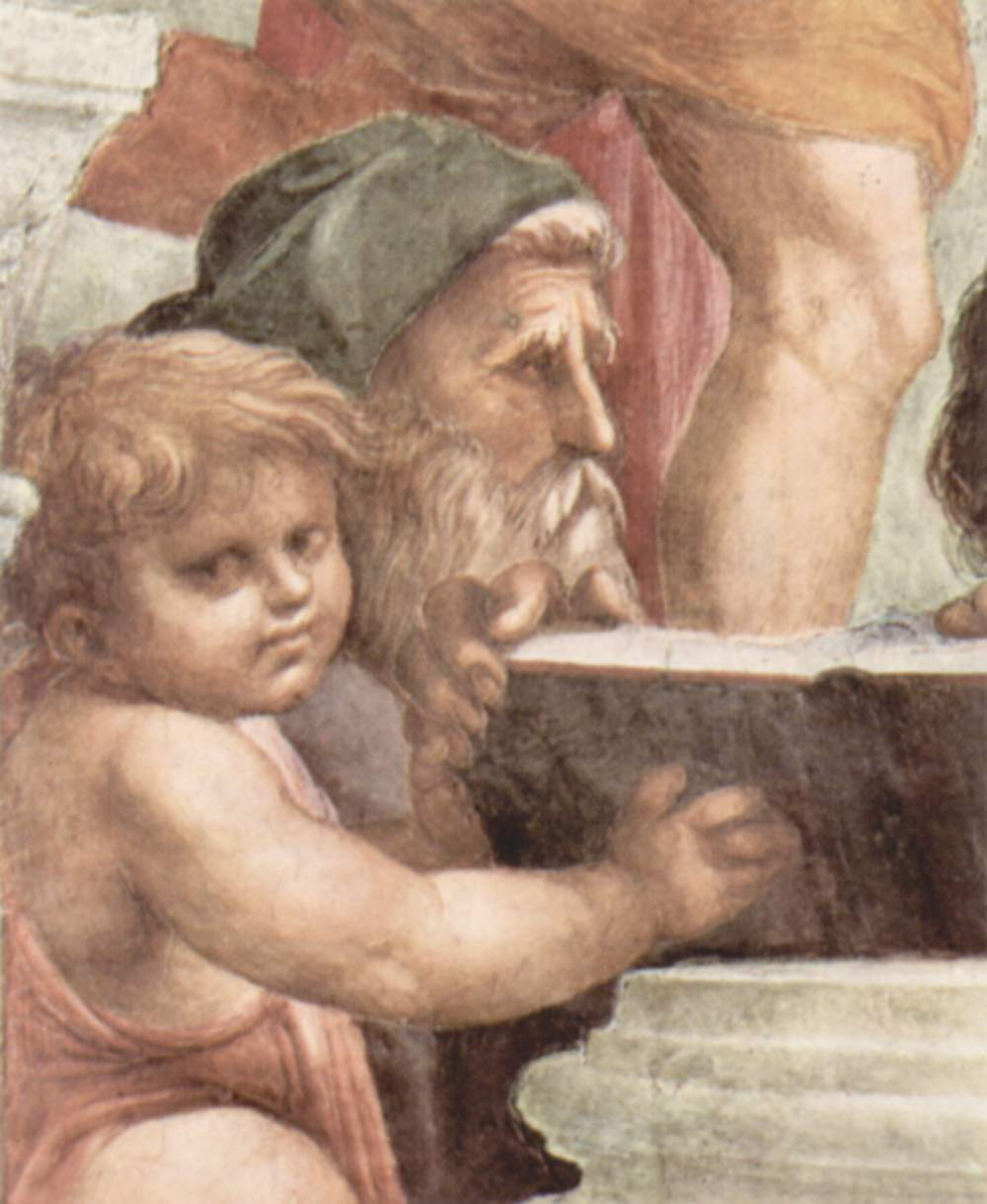
Зенон із Кітіона або Зенон Елейський
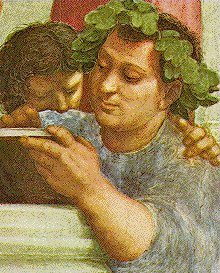
Епікур
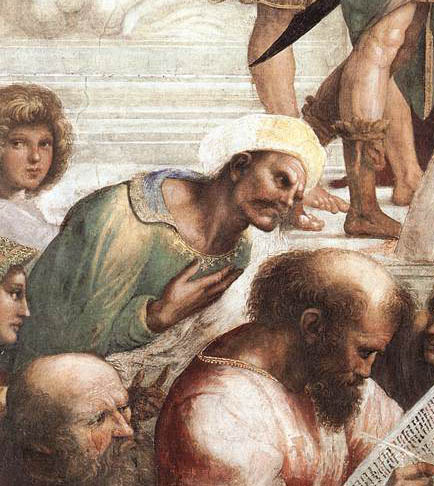
Аверроес та Піфагор
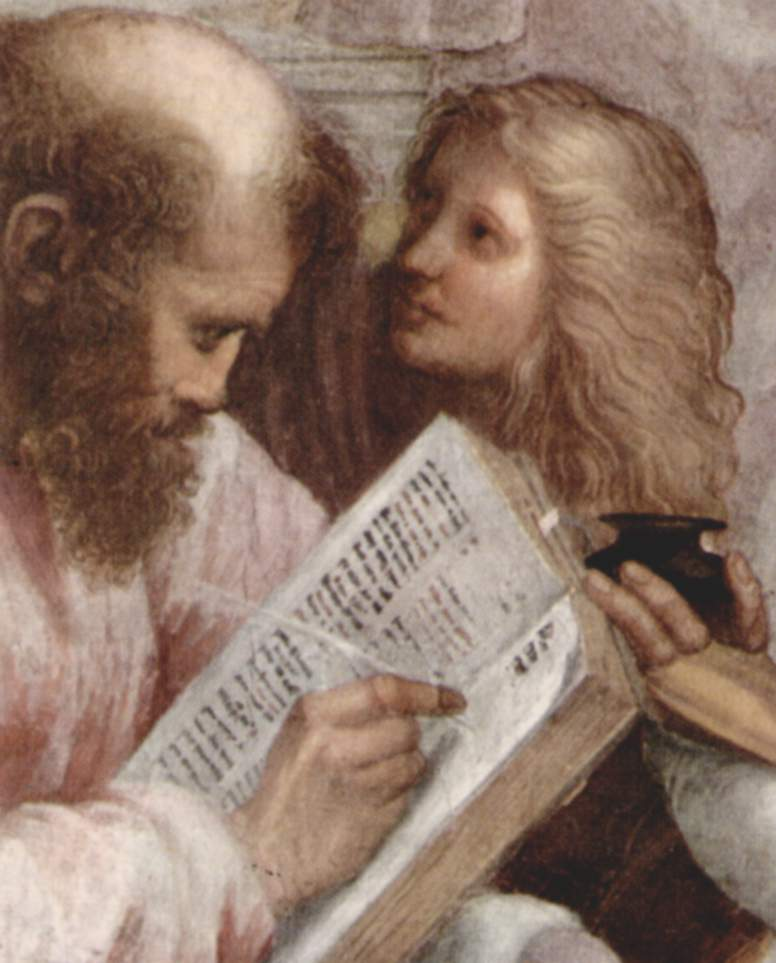
Піфагор
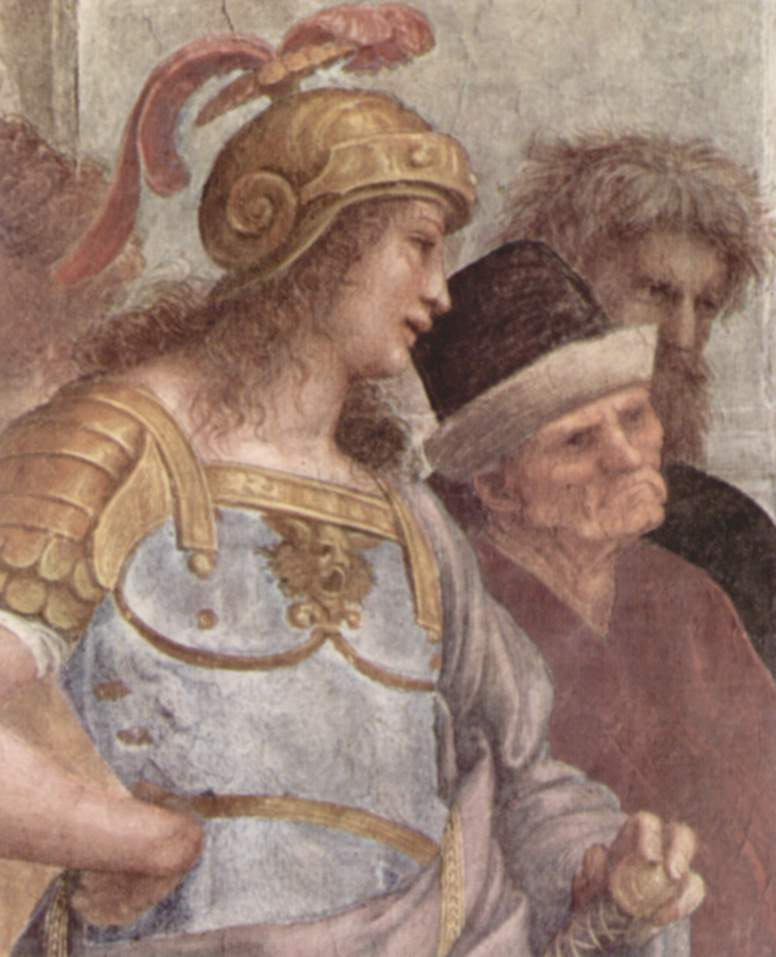
Алківіад або Александр Македонський та Антисфен або Ксенофонт
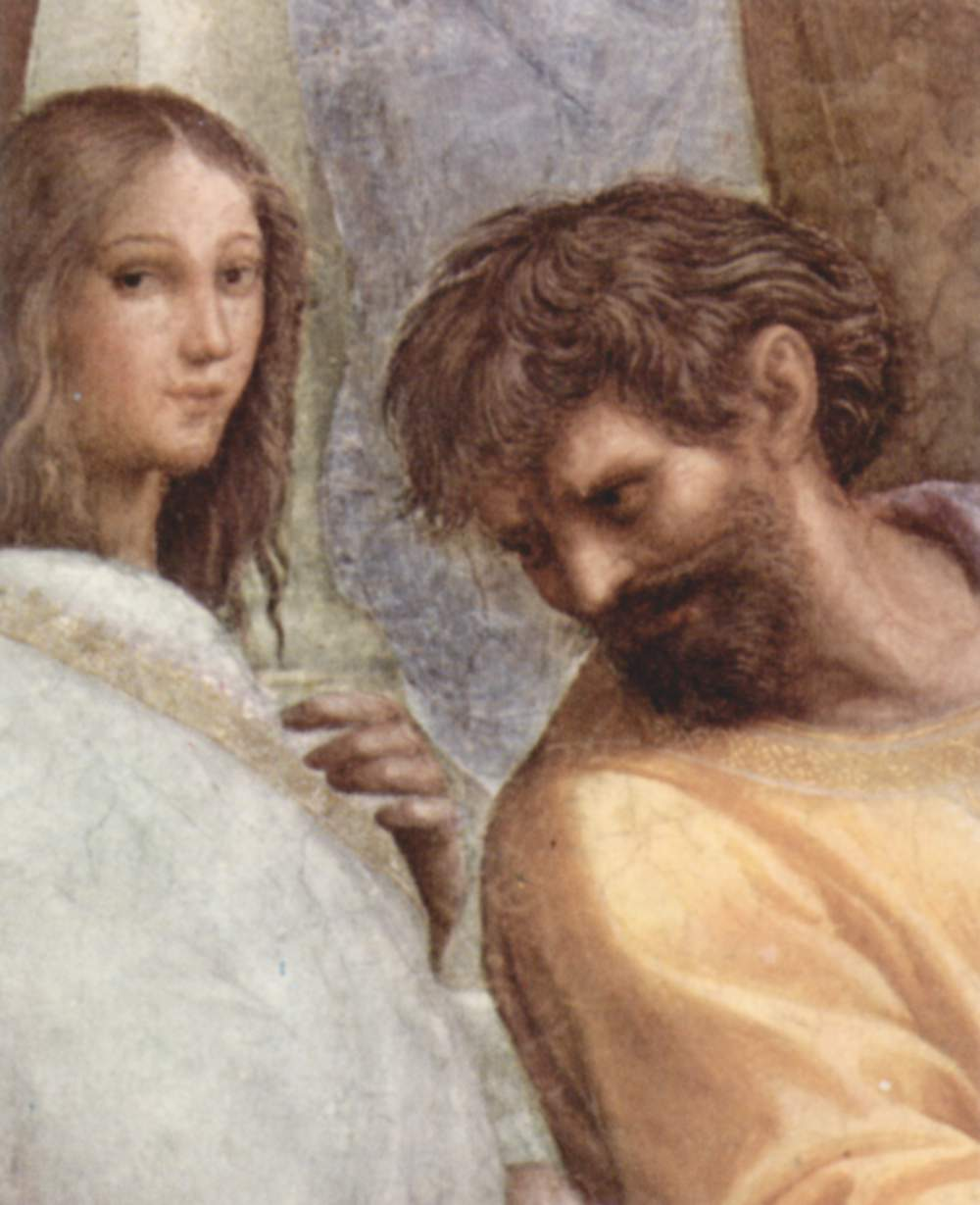
Франческо Марія I делла Ровере або кохана Рафаеля в образі Гіпатії та Парменід
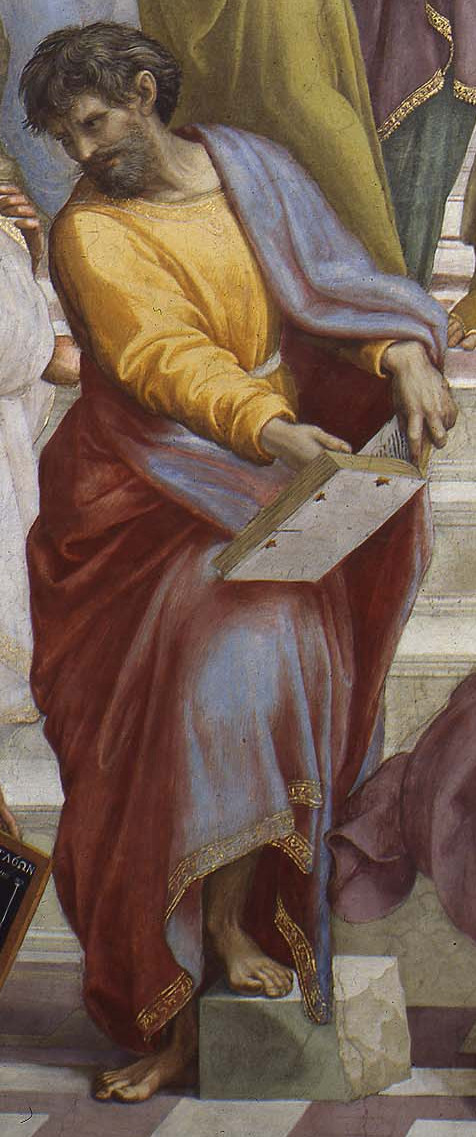
Парменід
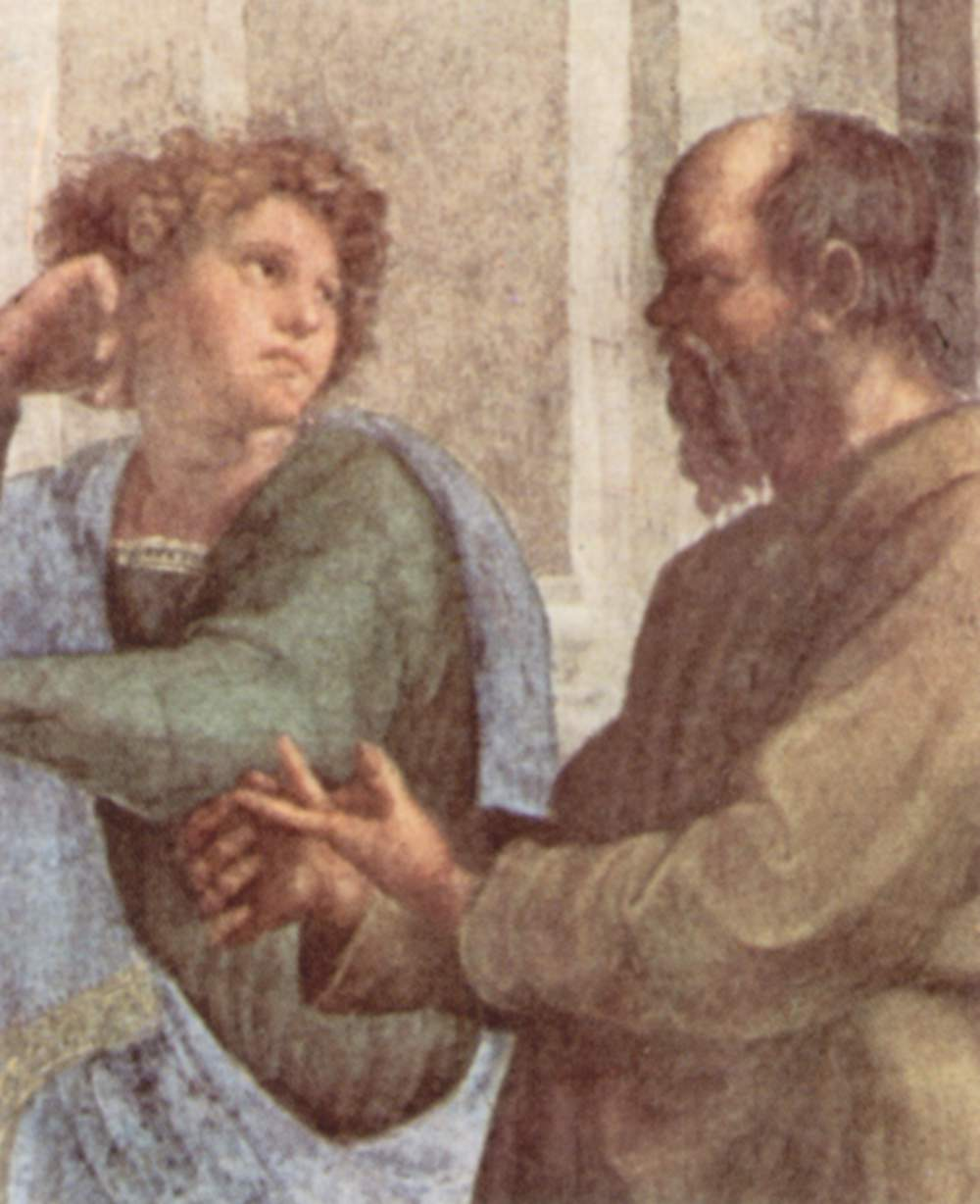
Есхін та Сократ
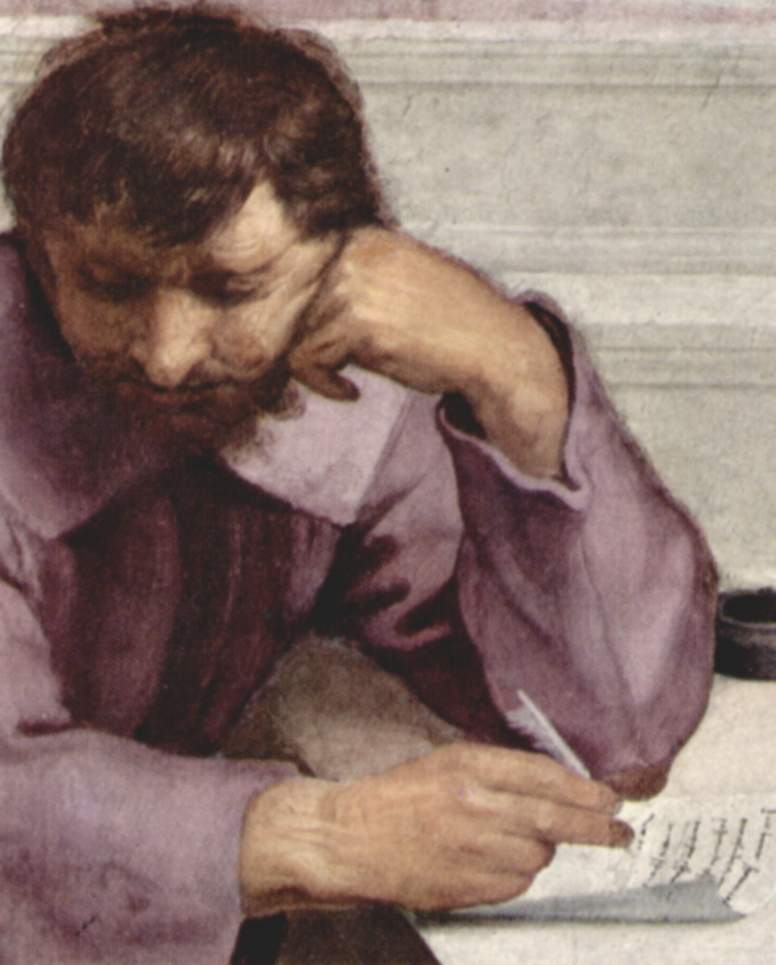
Мікеланджело Буонарроті в образі Геракліта Ефеського
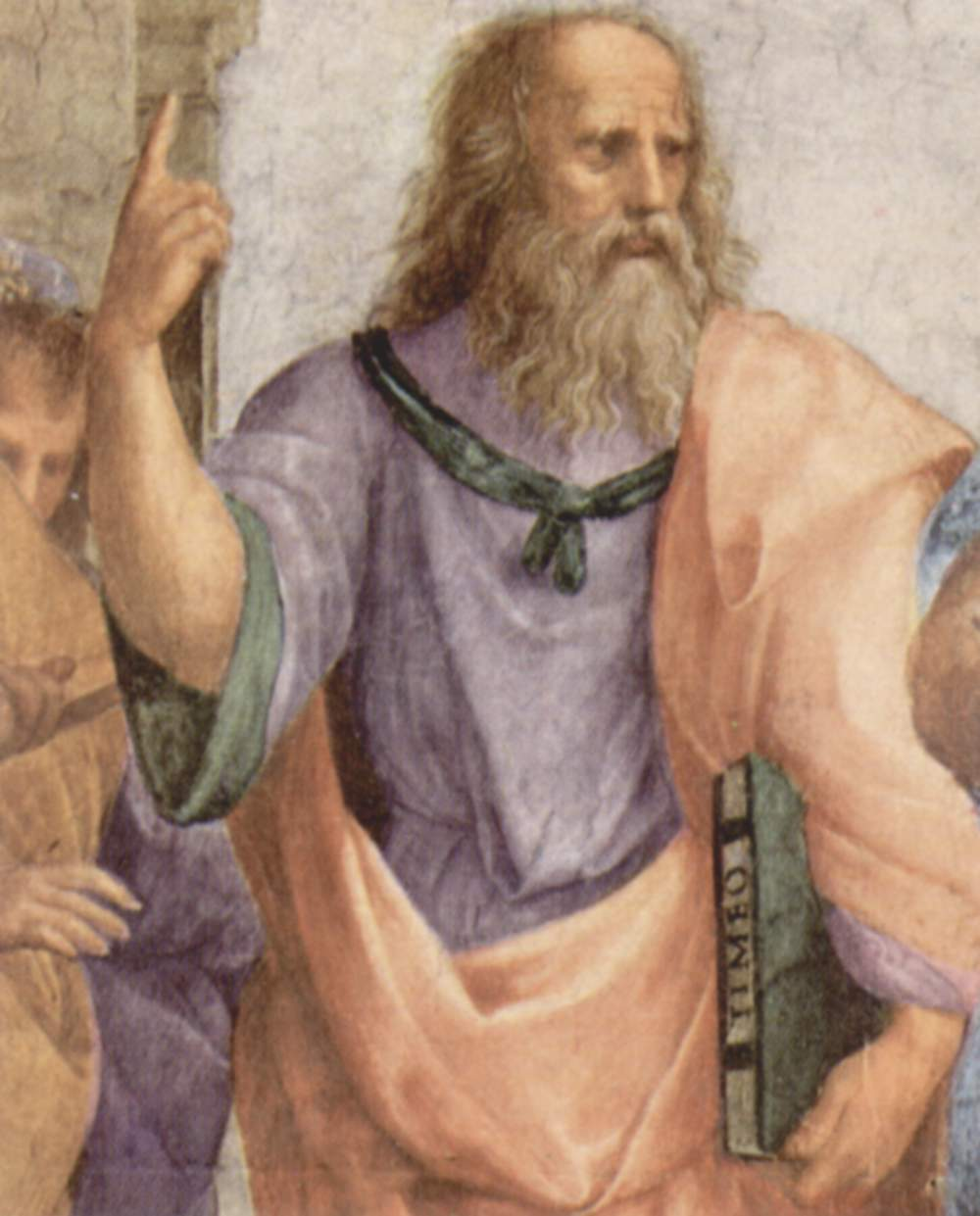
Леонардо да Вінчі в образі Платона
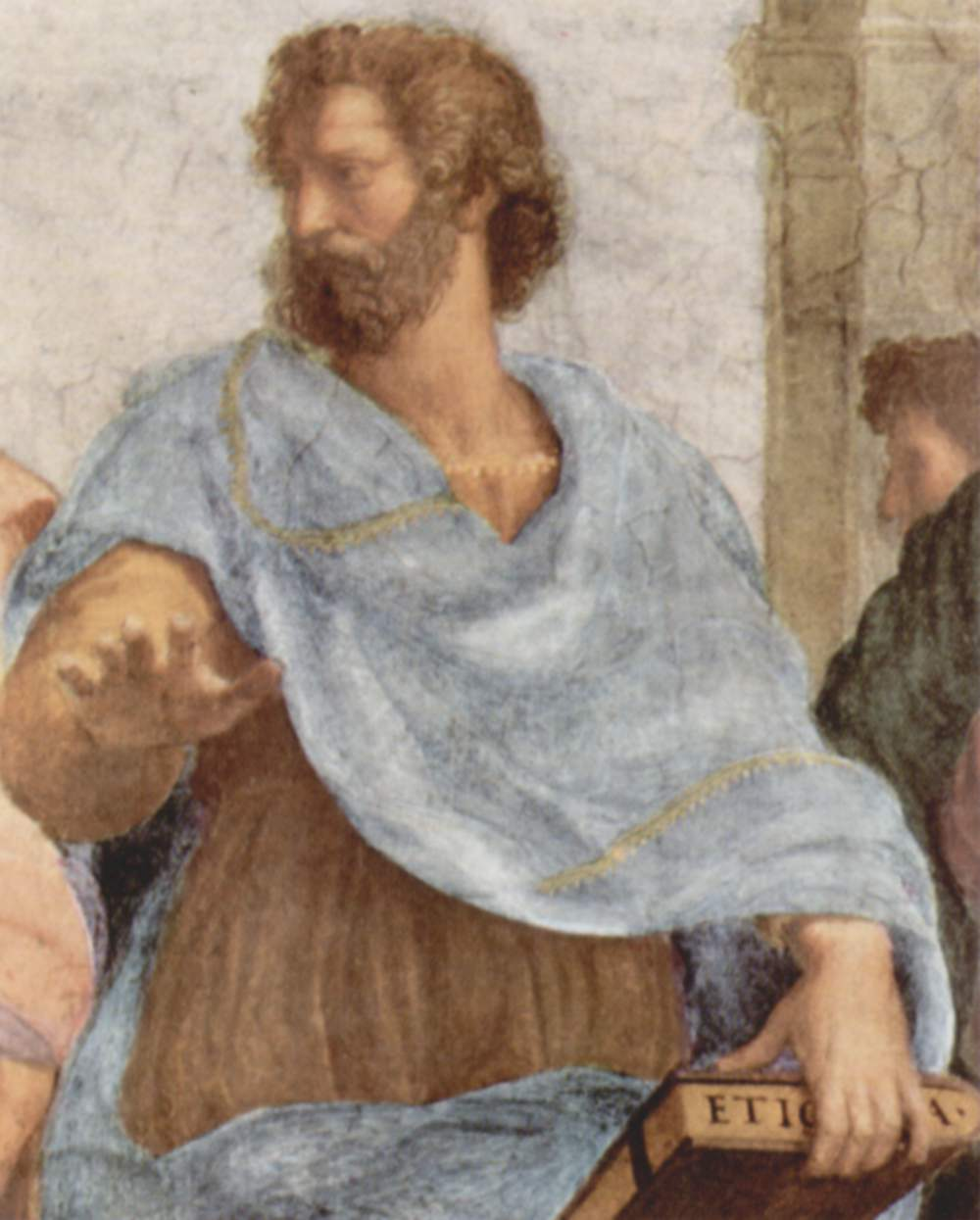
Аристотель
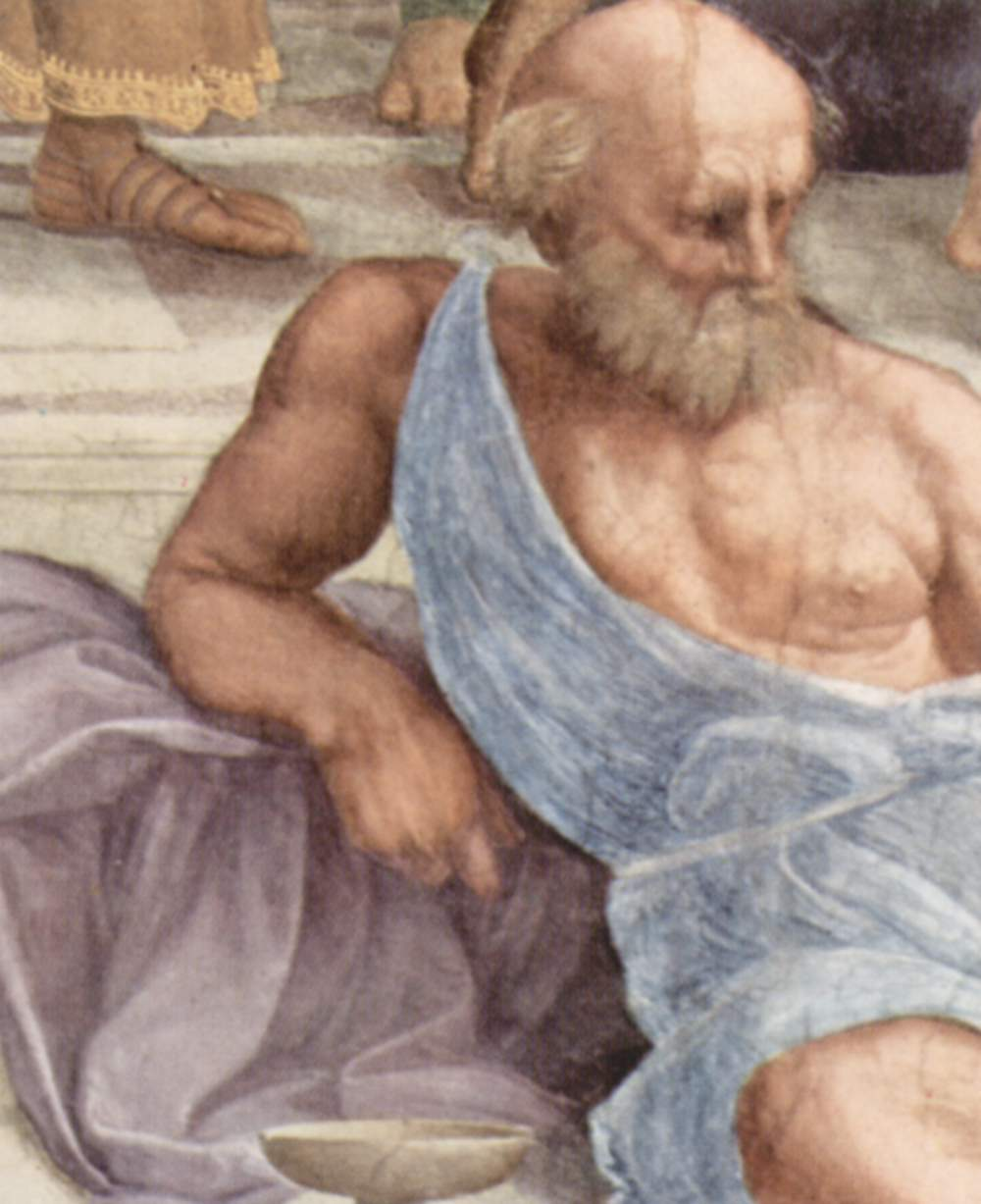
Діоген Синопський
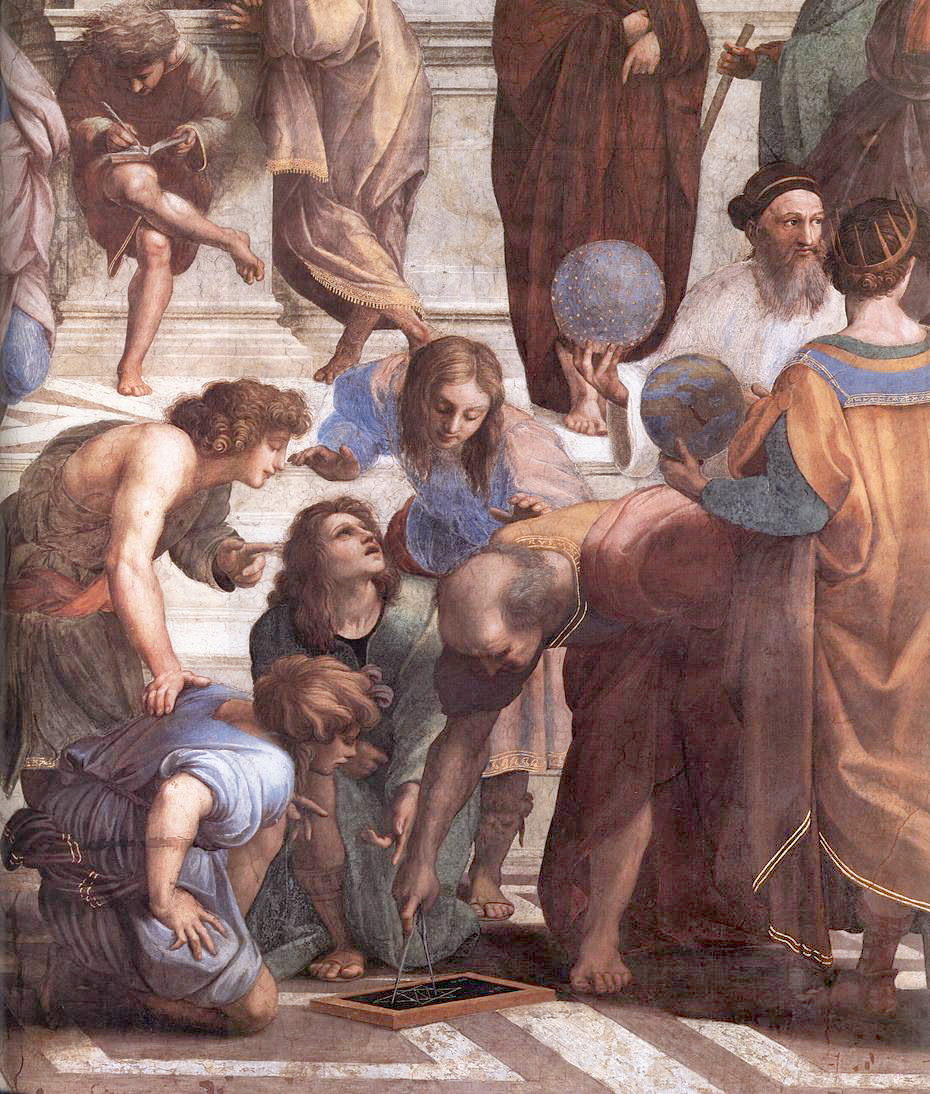
Донато Браманте в образі Евкліда чи Архімеда
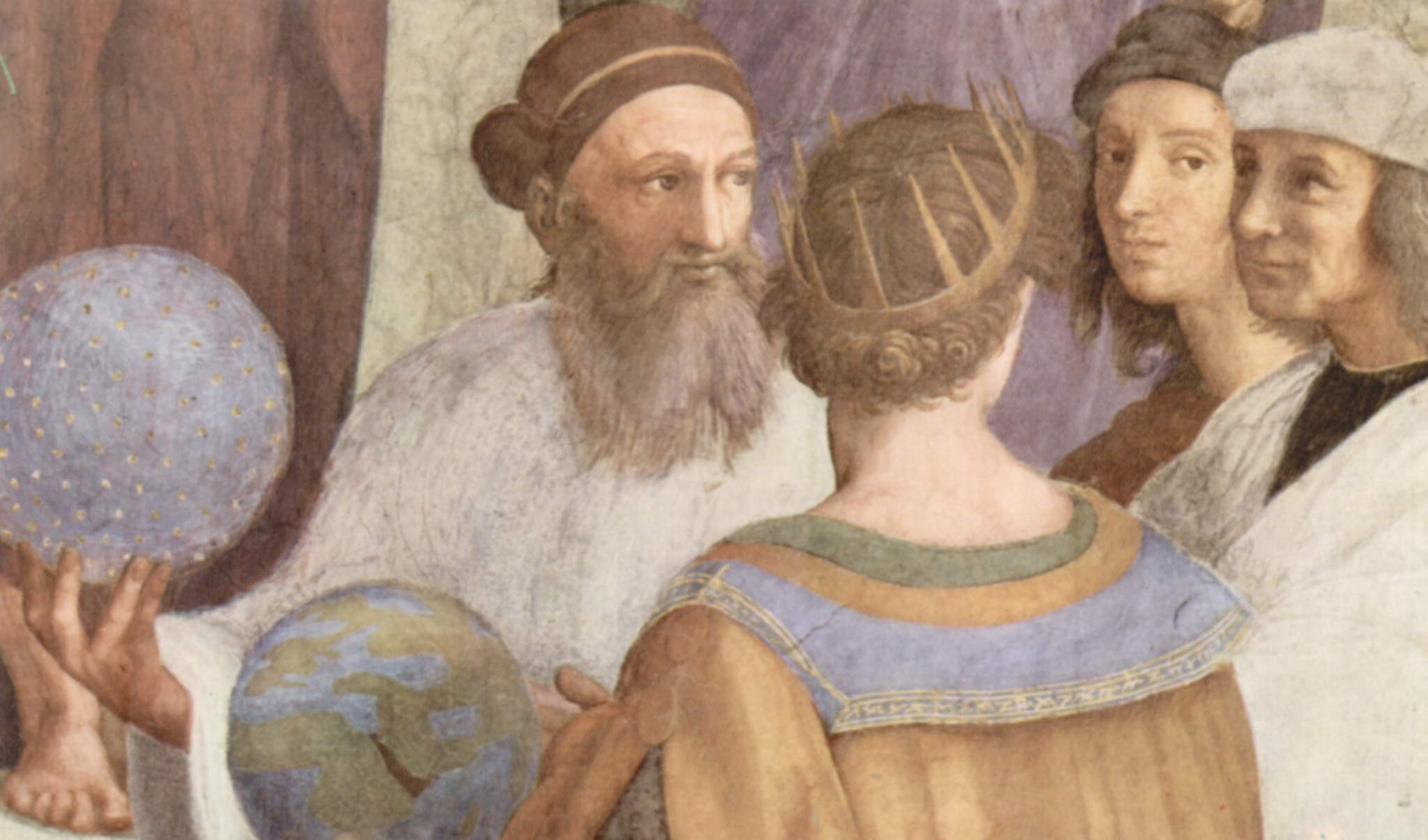
Страбон або Заратуштра, Клавдій Птолемей, Рафаель в образі Апеллеса та П'єтро Перуджино або Тімотео Віті в образі Протогена
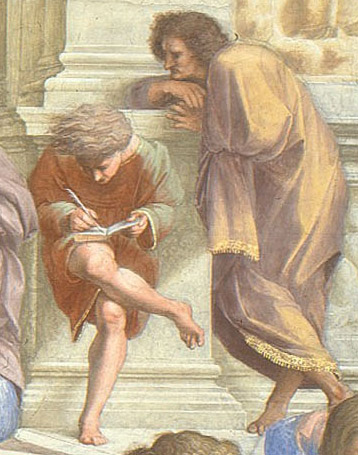